# دریاچه تاباتسکوری
دریاچه تاباتسکوری (گرجی: ტაბაწყური) یک دریاچه در استان سامتسخه-جاواختی کشور گرجستان است.